# Prefectura Kastoria
Kastoria (în greacă Καστοριά) este o prefectură greacă, în periferia Macedonia de Vest. Reședința sa este Kastoria.

## Municipalități și comunități
| Municipalitate  | Cod YPES | Reședință (dacă e diferită) | Cod poștal | Cod zonal         |
| --------------- | -------- | --------------------------- | ---------- | ----------------- |
| Agia Triada     | 2501     | Maniakoi                    | 521 00     | 24670-81          |
| Agioi Anargyroi | 2502     | Korisos                     | 520 52     | 24670-51          |
| Akrites         | 2503     | Dipotamia                   | 520 58     | 24670-91          |
| Ion Dragoumis   | 2508     | Vogatsiko                   | 520 53     | 24670-95          |
| Kastoria        | 2509     |                             | 521 00     | 24670-2 through 3 |
| Kleisoura       | 2511     |                             | 520 54     | 24670-94          |
| Korestia        | 2512     | Makrochori                  | 520 55     | 24670-84          |
| Makednos        | 2513     | Mavrochori                  | 520 56     | 24670-74          |
| Mesopotamia     | 2504     |                             | 520 58     | 24670-91          |
| Nestorio        | 2514     |                             | 520 51     | 24670-31          |
| Orestida        | 2515     | Argos Orestiko              | 522 00     | 24670-2           |
| Vitsi           | 2506     |                             | 520 59     | 24670-72          |
| Comunitate      | Cod YPES | Reședință (dacă e diferită) | Cod poștal | Cod zonal         |
| Arrenes         | 2505     | Eptachori                   | 500 07     | 24670-72          |
| Gramos          | 2507     |                             | 522 00     | 24670-42          |
| Kastraki        | 2510     | Ieropigi                    | 520 50     | 24670-86          |